# На прізвисько «Марія»
«На прізвисько „Марія“» (ісп. Alias María) — колумбійський військово-драматичний фільм, знятий Хосе Луїсом Ругелесем. Світова прем'єра стрічки відбулась 19 травня 2015 року на Каннському кінофестивалі. Фільм розповідає про вагітну жінку-військову на тлі збройного конфлікту.
Фільм був висунутий Колумбією на премію «Оскар» за найкращий фільм іноземною мовою.

## У ролях
- Карен Торрес — Марія
- Карлос Клавіхо — Маурісіо
- Андерсон Гомес — Байрон
- Лола Легос — Діана
- Хуліо Пачон — Медіко

## Визнання
| Нагороди та номінації фільму «На прізвисько „Марія“» | Нагороди та номінації фільму «На прізвисько „Марія“» | Нагороди та номінації фільму «На прізвисько „Марія“» | Нагороди та номінації фільму «На прізвисько „Марія“» | Нагороди та номінації фільму «На прізвисько „Марія“» | Нагороди та номінації фільму «На прізвисько „Марія“» |
| Рік                                                  | Кінопремія / Кінофестиваль                           | Категорія / Нагорода                                 | Номінант                                             | Результат                                            |                                                      |
| ---------------------------------------------------- | ---------------------------------------------------- | ---------------------------------------------------- | ---------------------------------------------------- | ---------------------------------------------------- | ---------------------------------------------------- |
| 2015                                                 | Каннський кінофестиваль                              | Найкращий фільм («Особливий погляд»)                 | «На прізвисько „Марія“»                              | Номінація                                            |                                                      |
| 2015                                                 | Camerimage                                           | Найкращий дебютний фільм                             | «На прізвисько „Марія“»                              | Номінація                                            |                                                      |
| 2016                                                 | Фрібурський кінофестиваль                            | Гран-прі                                             | «На прізвисько „Марія“»                              | Номінація                                            |                                                      |
| 2016                                                 | Фрібурський кінофестиваль                            | Приз екуменічного журі                               | «На прізвисько „Марія“»                              | Перемога                                             |                                                      |